# Jadrolinija

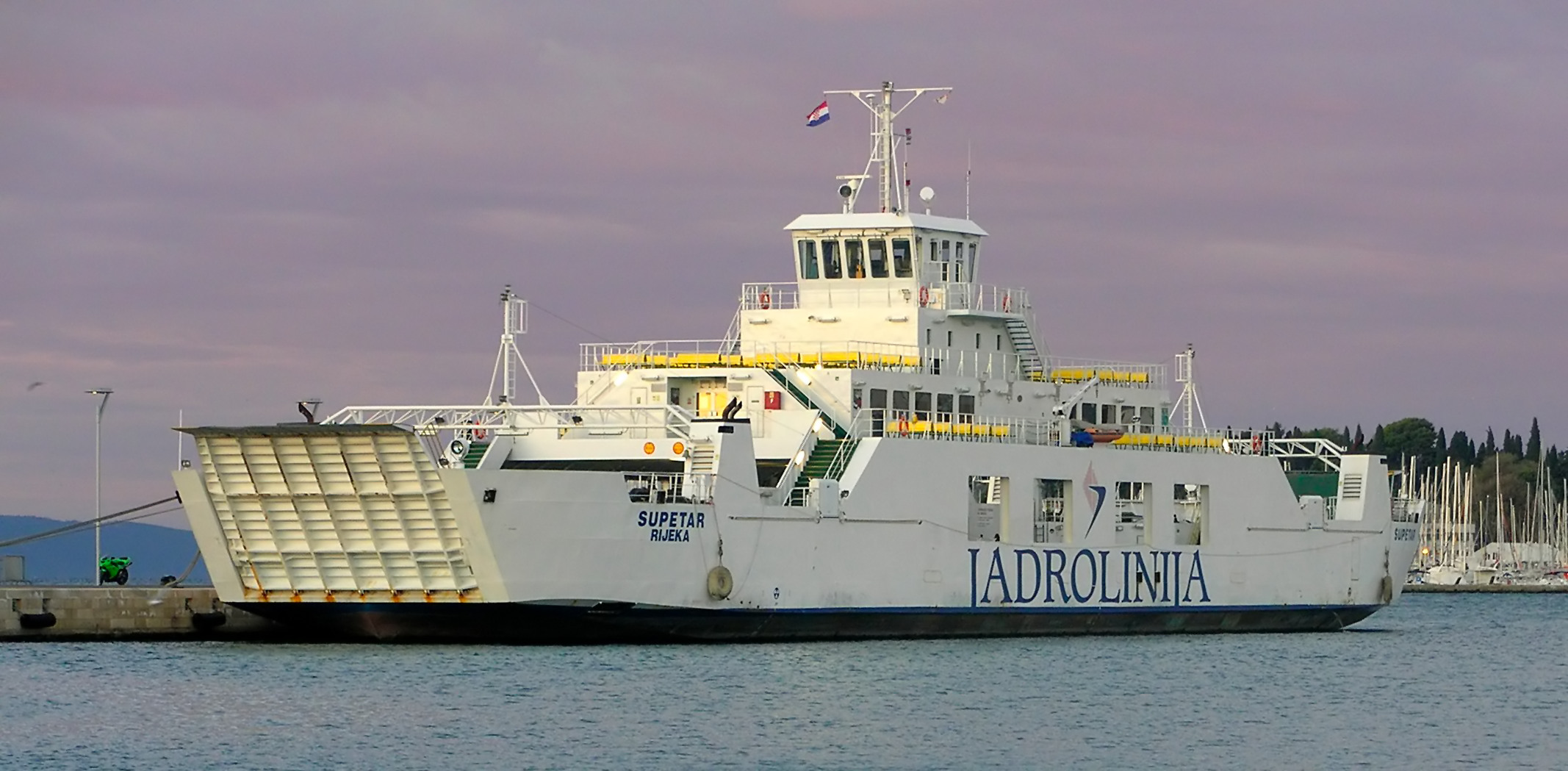
Jadrolinija-färjan "M/S Supetar" i hamnen i Split.

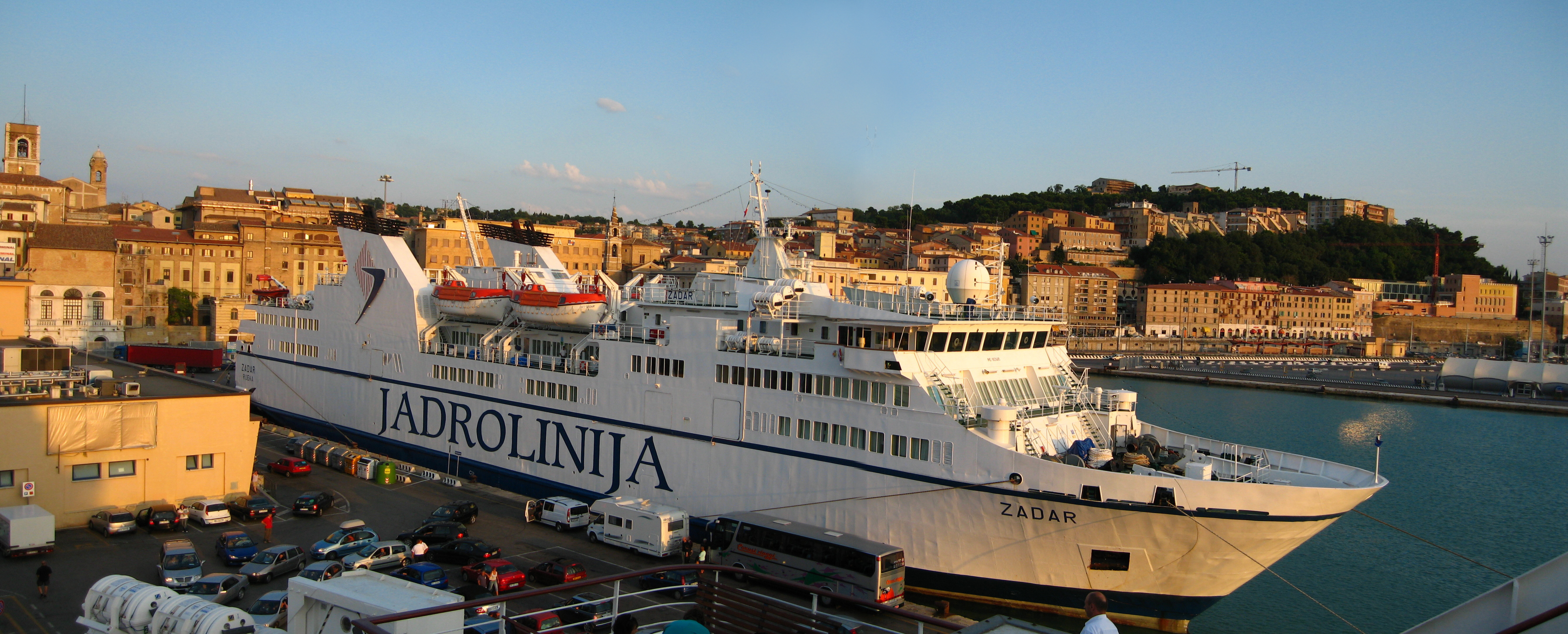
Jadrolinija-färjan "M/S Zadar", hamnen i Ancona, Italien.

Jadrolinija (Adrialinjen) är ett rederi i Kroatien. Det grundades i Rijeka den 20 januari 1947. Jadrolinija kallas den "den vita flottan" och har sitt huvudkontor i Adriapalatset i Rijeka. Rederiet har inrikes rutter i den kroatiska skärgården men även internationell trafik med större färjor, främst till Italien. Företaget äger över 50 färjor, katamaraner och vanliga båtar.